# Xyrichtys baldwini
 Xyrichtys baldwini és una espècie de peix de la família dels làbrids i de l'ordre dels perciformes.

## Morfologia
Els mascles poden assolir els 20,4 cm de longitud total.

## Distribució geogràfica
Es troba a Taiwan, Hawaii i el Vietnam.